# Hainansundet
Hainansundet är ett sund i Kina. Det ligger i den södra delen av landet mellan Guangdong-provinsen på fastlandet och  ön Hainan, omkri]ng 17 kilometer nordväst om provinshuvudstaden Haikou.